# Багабаг
Багабаг (англ. Bagabag) — остров в море Бисмарка (Тихий океан). Является территорией государства Папуа — Новая Гвинея. Административно входит в состав провинции Маданг региона Момасе.

## География
Остров Багабаг представляет собой вулканический остров, расположенный примерно в 62 км к северо-востоку от города Маданг и в 43 км к северу от побережья острова Новая Гвинея. Примерно в 18 км к северо-западу находится остров Каркар.
Площадь острова составляет 37 км². По форме имеет практически идеальную форму круга, диаметр которого достигает 7 км. С точки зрения геологии, остров имеет вулканическое происхождение: в его центре находится потухший вулкан, поэтому рельеф Багабага достаточно неровный, с крутыми склонами, высота которых превышает 600 м. В юго-восточной части острова расположен крупный, узкий залив Нового Года, который глубоко врезан в сушу. Багабаг также окружён барьерным рифом, находящимся на расстоянии примерно в 2 км от побережья.

## История
Европейским первооткрывателем острова стал английский мореплаватель и пират Уильям Дампир. Багабаг был открыт им во время экспедиции 1699—1700 годов, основной целью которой было изучение северо-западного побережья Австралии, северного побережья острова Новая Гвинея, а также архипелага Бисмарка. Путешественник назвал остров «островом сэра Роберта Рича» (англ. Sir Robert Rich’s Island).

## Население
Жители острова общаются на австронезийском языке такиа. Имеются носители языка гедагед. Подавляющее большинство современных жителей Багабага проживает в прибрежной зоне.
Большинство островитян исповедует христианство и являются членами Евангелическо-лютеранской церкви Папуа — Новой Гвинеи.

## Экономика
Основу экономики составляет сельское хозяйство (прежде всего, выращивание бананов). Также существуют плантации пальм.